# Stromboli

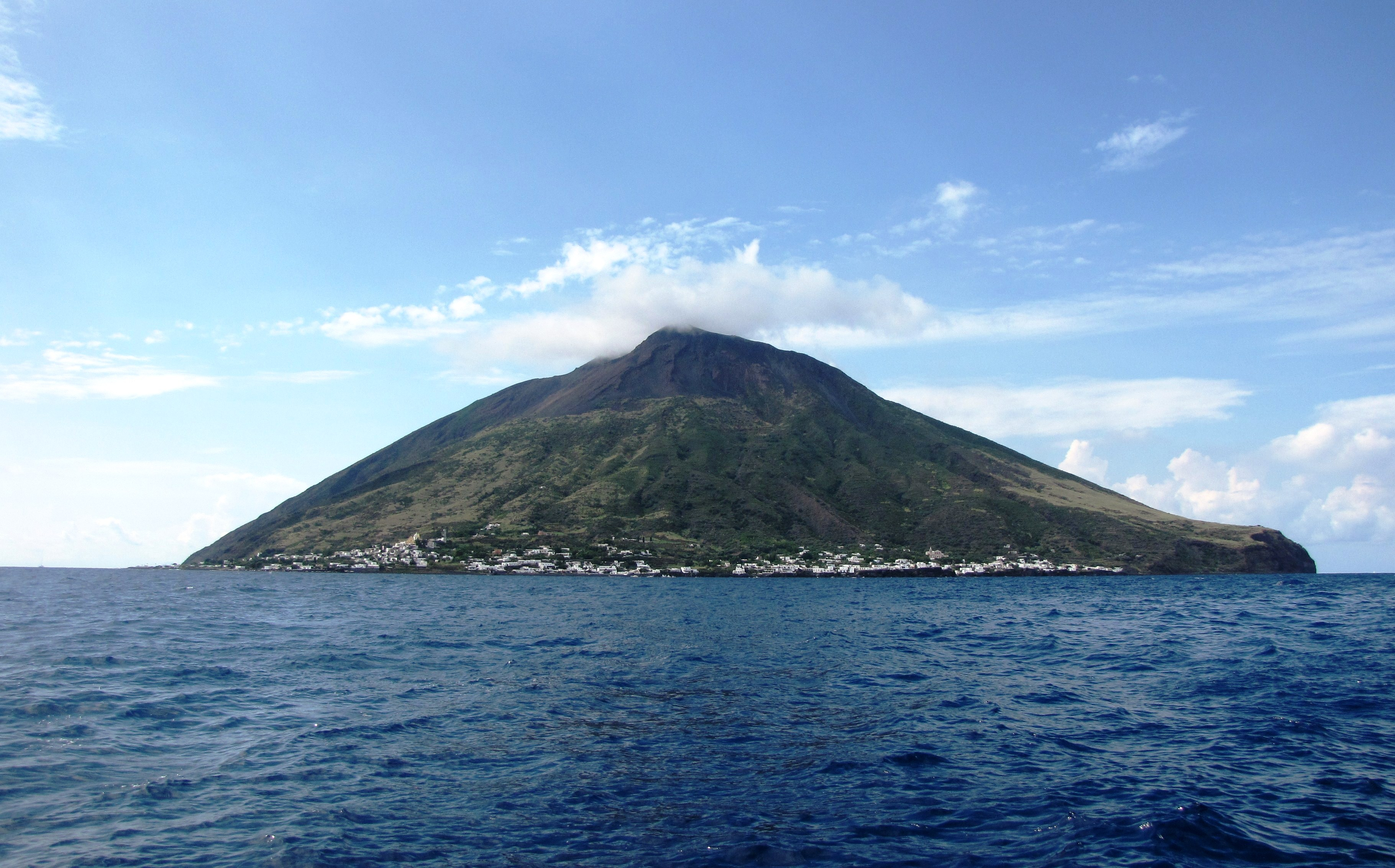
Stromboli (September 2009)

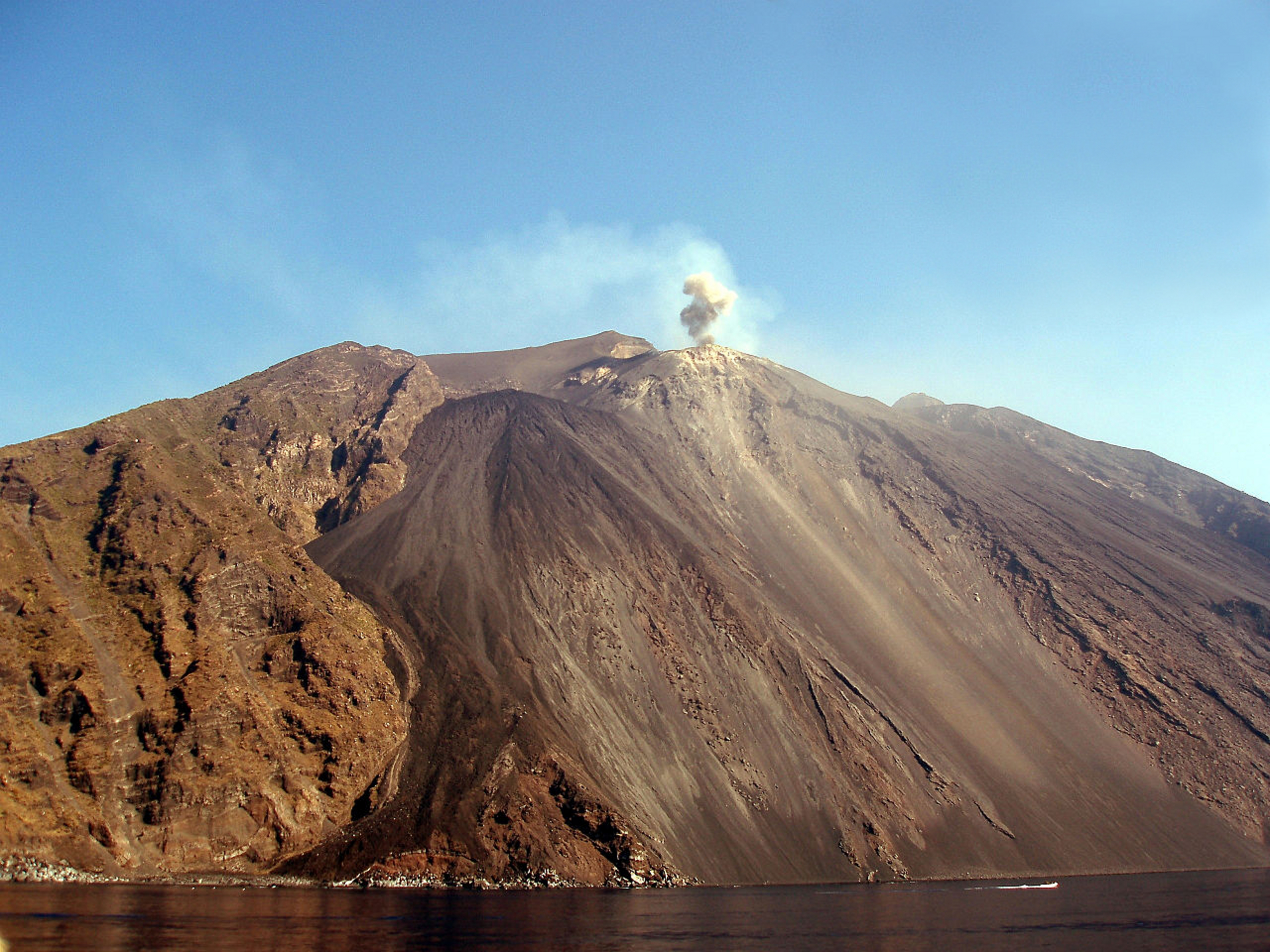
Die „Sciara del Fuoco“

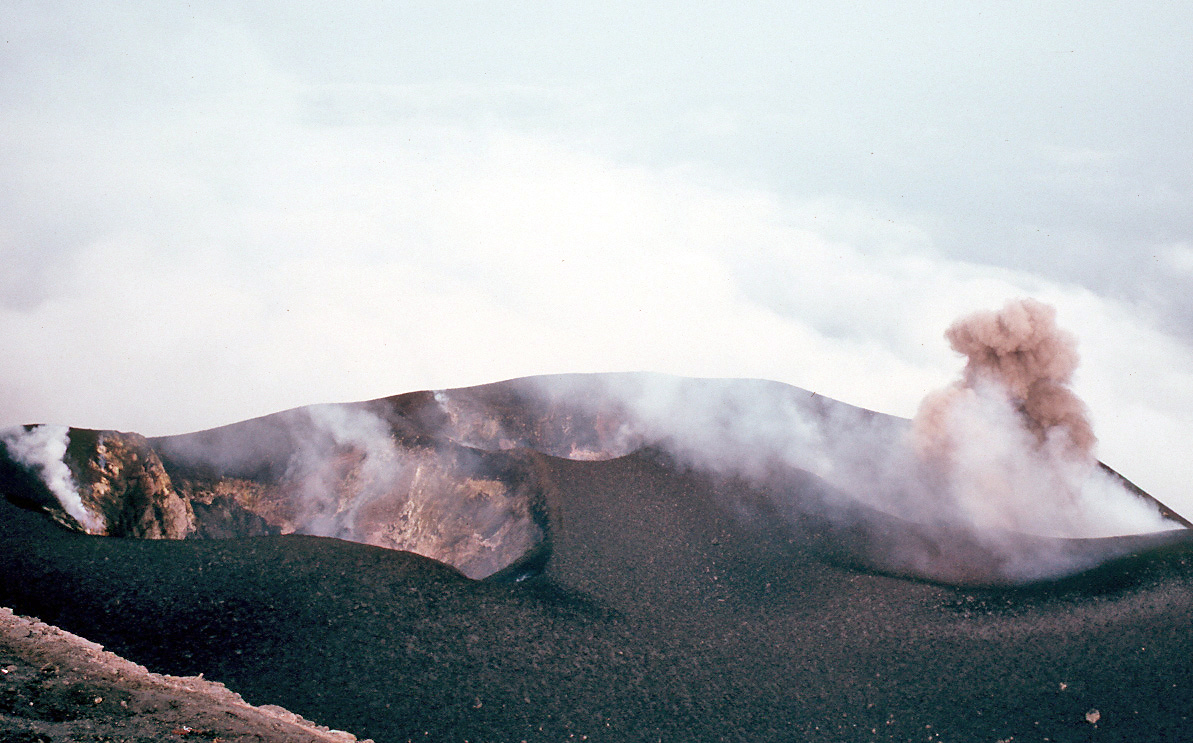
Drei Gipfelkrater

Stromboli 3D

Stromboli [ˈstromboli] ist eine italienische Insel mit einem gleichnamigen aktiven Schichtvulkan. Sie liegt im Mittelmeer nördlich von Sizilien und gehört zur Gemeinde Lipari in der Metropolitanstadt Messina.
Stromboli zählt mit seinen Nachbarinseln Lipari, Salina, Vulcano, Panarea, Filicudi und Alicudi zur Inselgruppe der Äolischen oder Liparischen Inseln im Tyrrhenischen Meer. Die Höhe der steil aus dem Wasser aufragenden, nahezu kegelförmigen Insel beträgt vom Meeresspiegel aus 926 Meter, in anderen Belegen sind 918 Meter und 968 Meter angegeben. Vom Meeresgrund ragt der Kegel des Vulkans Stromboli mehr als 3000 Meter auf. Der Berg fällt unter der Wasserlinie zunächst ähnlich steil wie seine sichtbaren Flanken weiter ins Meer ab; erst in einigen hundert Metern Wassertiefe wird die Neigung deutlich flacher. 
Nur die Nordostseite bildet eine Ausnahme: Dort gibt es einen flachen Absatz relativ dicht unter der Meeresoberfläche, an dessen Ende die Felsinsel Strombolicchio aus dem Wasser ragt. Hinter dieser fällt das Massiv auch hier steil ins Meer ab. In diesem Abhang liegt der Strombolicchio Canyon, eine nach Nordost bis in über 2000 m Meerestiefe abfallende Rinne. Am Meeresboden hat die Basis von Stromboli und Strombolicchio einen Durchmesser von etwa 25 Kilometern. Die Fläche der Insel beträgt nur 12,6 Quadratkilometer, was für diese Höhe ungewöhnlich gering ist.

## Insel
Der Name der Insel hat sich aus dem griechischen Wort strongylē (altgriechisch Στρογγύλη, „die Runde“) entwickelt.
Stromboli ist regelmäßig per Schiff von Neapel und den auf Sizilien gelegenen Hafenstädten Milazzo und Messina aus zu erreichen. In der Feriensaison fahren Schnellboote von der Küste Kalabriens (Hafen: Tropea) zu den Vulkaninseln.
Die Insel hat Stand der Volkszählung von 2001 eine Bevölkerung von 572 Personen. Auf der Insel befinden sich zwei Ortschaften: Die Ortsteile Scari, San Vincenzo, Ficogrande, Piscità und San Bartolomeo im Nordosten sind heute praktisch zusammengewachsen und werden daher unter dem Ortsnamen Stromboli subsumiert. Dort leben ca. 540 ständige Einwohner. Ginostra liegt im Südwesten und ist auf dem Landweg nicht mit dem Ort Stromboli verbunden, außer man überschreitet den Vulkan. Ginostra hat 30 Einwohner; es ist mit Schiffen oder Tragflügelbooten zu erreichen. Autos existieren in beiden Orten kaum. In Ginostra gibt es nur enge Fußwege, und in Stromboli dürfen Elektro-Minitransporter und motorisierte Dreiräder zur Versorgung der Bevölkerung sowie Motorroller der Einwohner fahren. An der Nordwestseite der Insel liegt die Sciara del Fuoco („Feuerrutsche“), an deren oberem Ende sich die Krater befinden und über welche die Lava des Vulkans manchmal bis ins Meer hinab fließt. Trotz der zahlreichen Touristen und Forscher, die den Vulkan besuchen, hat die Insel viel von ihrer Ursprünglichkeit behalten.
Knapp zwei Kilometer nordöstlich vor der Insel ragt ein kleiner unbewohnter Fels aus dem Meer, der Strombolicchio, auf dem sich nur ein Leuchtturm befindet. Der Strombolicchio ist der feste, beständige Kern eines früheren Vulkans.
1949 weilte Ingrid Bergman auf der Insel, um unter der Regie von Roberto Rossellini das Melodram Stromboli zu drehen. Der Film zeigt, wie arm die Insel damals war. Das Haus, in dem Bergman und Rossellini wohnten, ziert eine Gedenktafel. Der deutsche Bildhauer und Holzschneider Peter Römpert hatte ab 1975 ein Atelier auf Stromboli und verbrachte jährlich die Wintermonate auf der Insel.

## Flora und Vegetation
Aufgrund der Höhenunterschiede zwischen Meeresniveau und der Gipfelregion bildet sich in jeder Höhenstufe eine entsprechende Vegetation.
1. Vom Meeresniveau bis auf etwa 100 Meter Höhe zieht sich die untere Hangzone. Dort liegen die Siedlungsgebiete von San Vincenzo und San Bartolo an der Nordostküste und, auf der entgegengesetzten Südwestküste der kleine Ort Ginostra. Hier gibt es noch Weinreben und Olivenhaine. Früher zog sich diese Kulturzone mit landwirtschaftlicher Nutzung bis in eine Höhe von 600 Meter die Bergflanken empor, erkennbar an der heute weitgehend verwachsenen Terrassierung der Hänge.
2. Oberhalb der unteren Hangzone schließt sich der landwirtschaftlich heute nicht mehr genutzte Bereich mit der typischen Macchia an. Dort herrschen niedrige Hartholzgewächse, Dornensträucher, Ginster- und Pfahlrohrbewuchs vor. Wegen des Vorherrschens des Pfahlrohrbewuchses wird diese Zone, die bis auf etwa 600 Meter den Berg hinauf reicht, oft Schilfzone genannt.
3. Oberhalb von etwa 600 Meter über dem Meer beginnt das pflanzenfreie und mit Vulkanasche bedeckte Gipfelgebiet, in dem die Kraterterrasse liegt. Das fast völlige Fehlen von Vegetation ist durch die losen und immer wieder umgelagerten feinen Aschen und Sande bedingt. Durch die Einwirkung vulkanischer Gase und die ständigen, mehr oder weniger heftigen Aschenauswürfe, insbesondere im Bereich der Sciara del Fuoco, die sich von der Kraterterrasse steil hinunter bis ins Meer zieht, kann sich hier keine Vegetation entfalten.

## Geologie

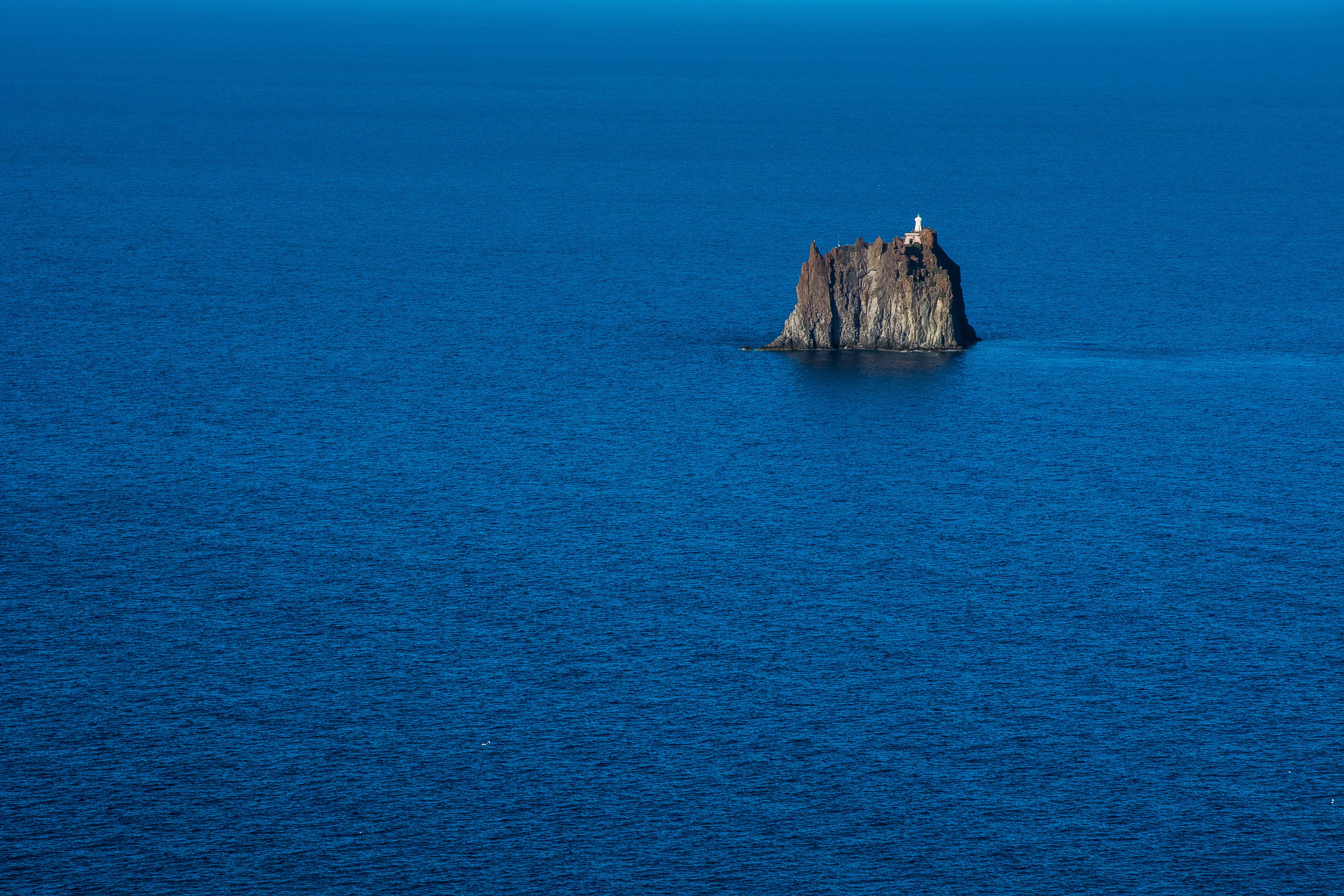
Strombolicchio

Vor etwa 40.000 Jahren kam es im Jungpleistozän zum Initialausbruch des Paläo-Stromboli. Der als Schlotfüllung stehen gebliebene Rest eines möglicherweise älteren Vulkans ist der 1500 Meter vor der Nordostküste im Meer liegende Strombolicchio. Am Ende der Tätigkeit des Paläo-Stromboli formte sich durch einen vulkanotektonischen Einbruch eine Caldera von etwa 1800 Meter × 3000 Meter, die heute durch die Sierra i Vàncori markierte, zur See hin offene Paläo-Stromboli-Caldera.
Innerhalb dieser Caldera bildete sich in der Folgezeit ein neuer Vulkan, der exzentrisch in die alte Caldera eingeschachtelte ältere Neo-Stromboli, dessen Erstausbruch vor etwa 10.000 Jahren begann. Im Laufe seiner Tätigkeit füllte der Neo-Stromboli die Paläo-Stromboli-Caldera fast vollständig auf, wobei im Gegensatz zur heutigen Tätigkeit des Stromboli reichlich Laven ausflossen. Vor 5.000 bis 6.000 Jahren kam es am Ende der Tätigkeit des älteren Neo-Stromboli wiederum zu einem, jedoch kleineren Calderaeinbruch. Durch den Calderaeinbruch bildete sich der Sciara-del-Fuoco-Graben, eine so genannte „hängende Caldera“ am Nordwesthang des Vulkans.
Nach dem Einbruch dieser Neo-Stromboli-Caldera bildete sich vor rund 5000 Jahren an deren Südostende exzentrisch der jüngere Neo-Stromboli als der heute tätige Vulkan.

### Aktivität des Stromboli

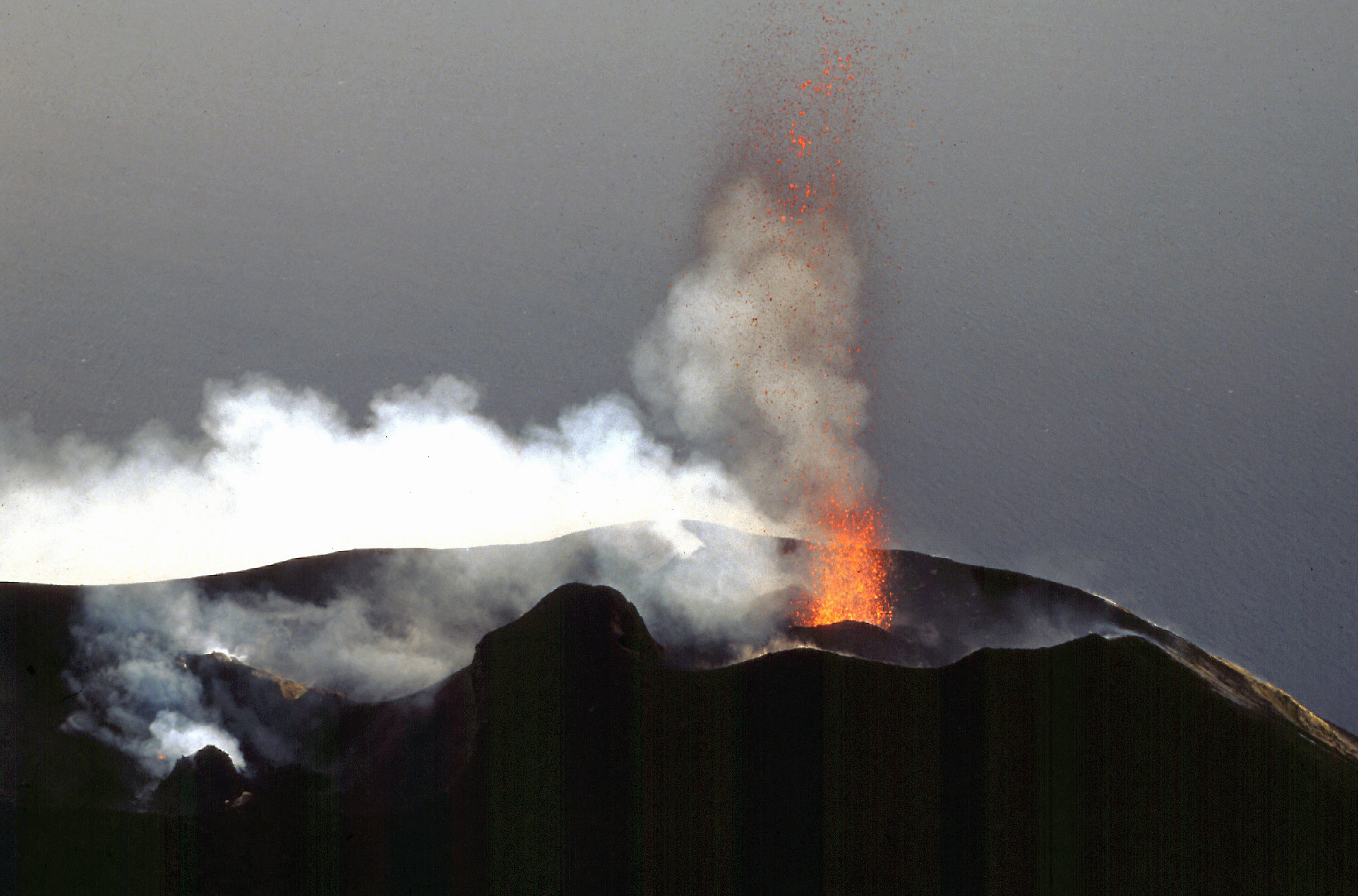
Eruption am Stromboli

Eruption des Stromboli (animiert) 2012

Der Stromboli ist ständig aktiv. In unregelmäßigen Abständen (wenige Minuten bis stündlich) kommt es aus mehreren Krateröffnungen zu größeren und kleineren Eruptionen. Das ausgeworfene Material fällt meist in den Krater zurück oder es rollt teilweise über die Sciara del Fuoco ins Meer.
Dieser regelmäßige Auswurf von Lavafetzen, Schlacken und Aschen ist so typisch für Stromboli, dass Vulkanaktivität dieser Art Strombolische oder Strombolianische Aktivität genannt wird. Diese in dieser Regelmäßigkeit weltweit einzigartige, kontinuierliche Aktivität basiert auf dem Phänomen der Zwei-Phasen-Konvektion: In einer gewissen Höhe des Schlotes ist der Dampfdruck der Gase größer als der Gewichtsdruck der über den Gasen sich befindenden Flüssigkeit. Die entstehenden Gasblasen steigen auf und reißen beim Zerplatzen an der Oberfläche Magmafetzen mit sich. Durch die Entgasung erhöht sich die Dichte der Schmelze, die eine weitere Entgasung vorübergehend verhindert, während sie absinkt. Ist die Dichte der Schmelze so weit gesunken, dass der Gewichtsdruck wieder geringer ist als der Gasdruck, steigen erneut Gasblasen auf.

### Bergrutsch und Tsunami im Jahr 1343
Nach einem Erdbeben rutschte am 25. November 1343 ein Teil der Nordostflanke des Vulkans, geschätzt etwa ein bis 1,5 km³ Gestein, ins Tyrrhenische Meer. Die Gesteinsmassen verursachten einen vermutlich bis zu neun Meter hohen Tsunami, der die etwa 200 Kilometer nördlich des Vulkans gelegene Stadt Neapel schwer verwüstete. Weitere Schäden wurden aus anderen Hafenstädten entlang der Amalfiküste gemeldet. Das Ereignis wurde von dem italienischen Dichter und Geschichtsschreiber Francesco Petrarca dokumentiert und beschrieben. Über die Zahl der Opfer gibt es keine genauen Angaben, jedoch werden zumeist hunderte von Opfern genannt.   

### Der Ausbruch von 1930
Auf dem Weg von Stromboli-Ort zum Labronzo-Plateau überquert man auf einer Brücke die mit Schilf und Dornengestrüpp bewachsene Vallonazzo-Schlucht. Hier starben am 11. September 1930 drei Inselbewohner durch einen pyroklastischen Strom aus Aschen, Schlacken, Steinen und heißen Gasen.
Die Glutlawine raste mit einer Fronthöhe von 10 Metern und einer Geschwindigkeit von 70 km/h durch die enge Schlucht bis ins Meer. Einige am Strand liegende Boote wurden in Brand gesetzt, und das Meer begann in einem Umkreis von etwa 20 Metern zu kochen. Bis zu 100 Meter seitlich der Schlucht verbrannten die Weinreben.
Der Ausbruch verursachte einen Tsunami: der Meeresspiegel sank zunächst um mehr als einen Meter, flutete dann zurück und hob sich um bis zu 2,20 Meter über seinen Normalstand.

### Laufende Aktivität
Der Stromboli ist seit 1934 durchgehend auf geringem Niveau aktiv. Zusammen ergibt sich für die laufende Aktivität ein Vulkanexplosivitätsindex von 2 (moderat). Typische Erscheinungsformen sind lokale Explosionen, die teilweise in weitem Umkreis gehört werden können, Lavaflüsse von geringem Umfang und der Auswurf von lockerem Material. Die Aktivität schwankt stark; besondere Ereignisse fanden Ende 2002, Anfang 2007 und im Juli/August 2019 statt.
Am 29. Dezember 2002 riss durch einen ungewöhnlich starken Lavafluss ein Teil des Vulkankegels ab, rutschte ins Meer und verursachte eine Flutwelle. Durch herabfallende glühende Bomben und Steinbrocken in die Vegetation weit oberhalb der bewohnten Teile der Insel wurden kleinere Brandherde ausgelöst, die aber von selbst schnell wieder erloschen. Einige der direkt am Meer liegenden Häuser der Ortschaft Stromboli wurden durch die Flutwelle beschädigt. Da sich im Winter nur wenige Touristen auf der Insel befanden und die ständige Bevölkerung klein ist, wurde niemand verletzt. Die gesamte Insel wurde für mehr als zwei Monate evakuiert, hauptsächlich nach Lipari. Touristenschiffe fuhren die Insel in dieser Zeit nicht an.

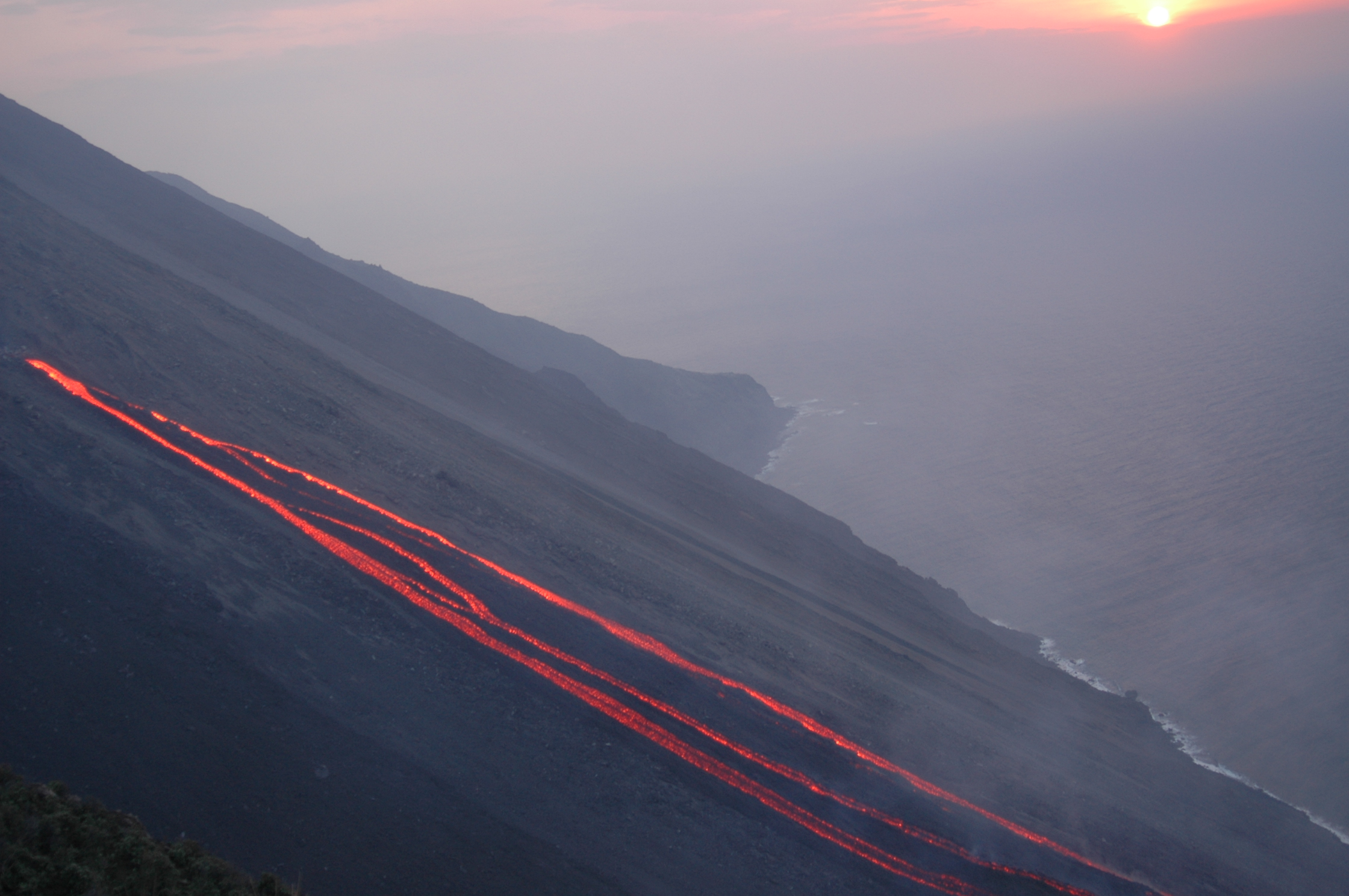
Stromboli – Lavafluss am 11. März 2007

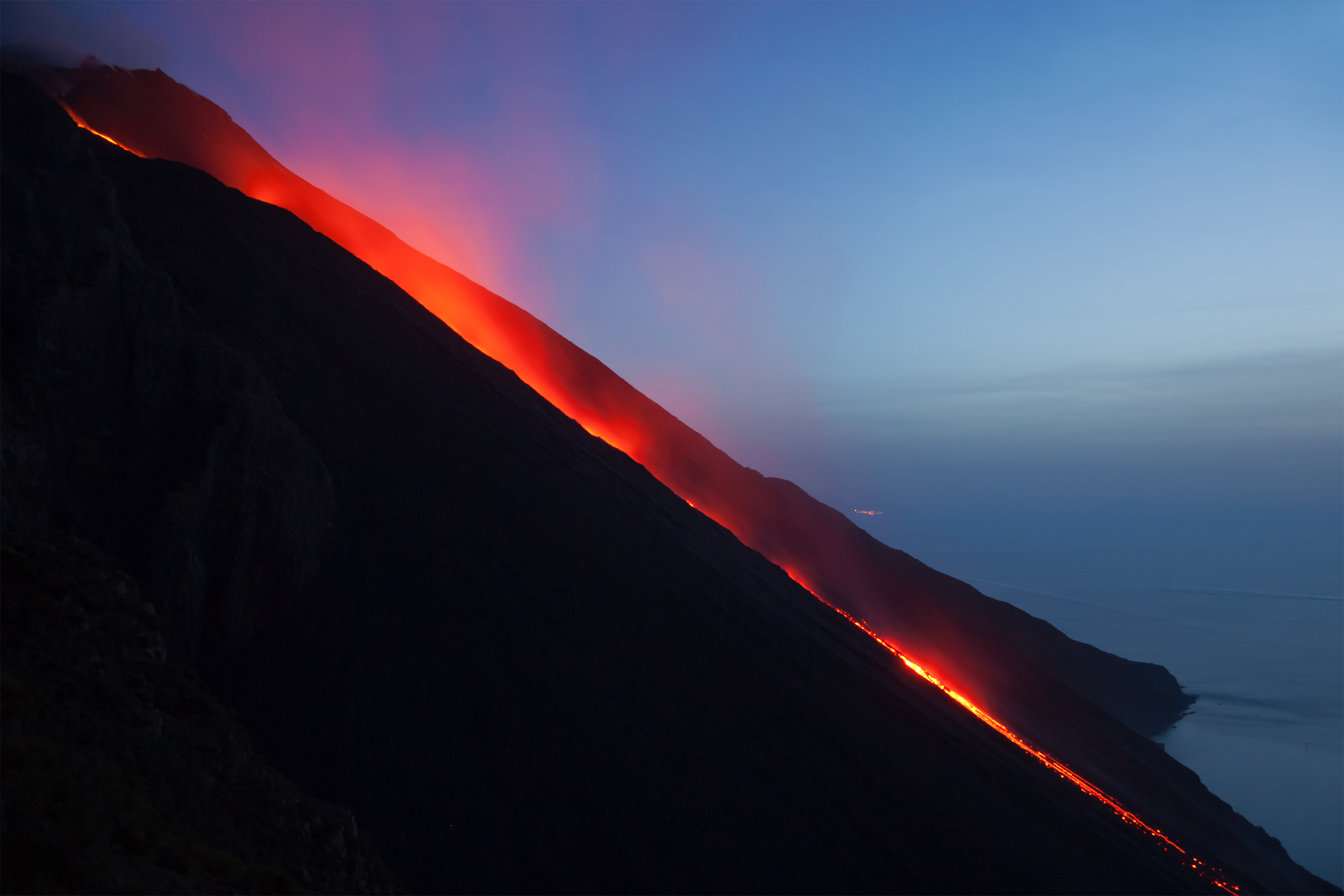
Lavafluss am 19. September 2014

Am Morgen des 5. April 2003 ereignete sich dann eine größere Eruption, die im Ort Stromboli deutlich zu hören war. Über der Fossa stieg eine große pilzförmige Rauchwolke auf, die Inselbewohner konnten das Einschlagen größerer Blöcke hören. In Ginostra gingen einige Blöcke nieder. Es gab zwar keine Verletzten, jedoch wurden zwei Häuser von metergroßen Bomben getroffen und beschädigt. Auf der Seite des Ortes Stromboli gingen ebenfalls vulkanische Bomben nieder, die den Ort allerdings nicht erreichten.

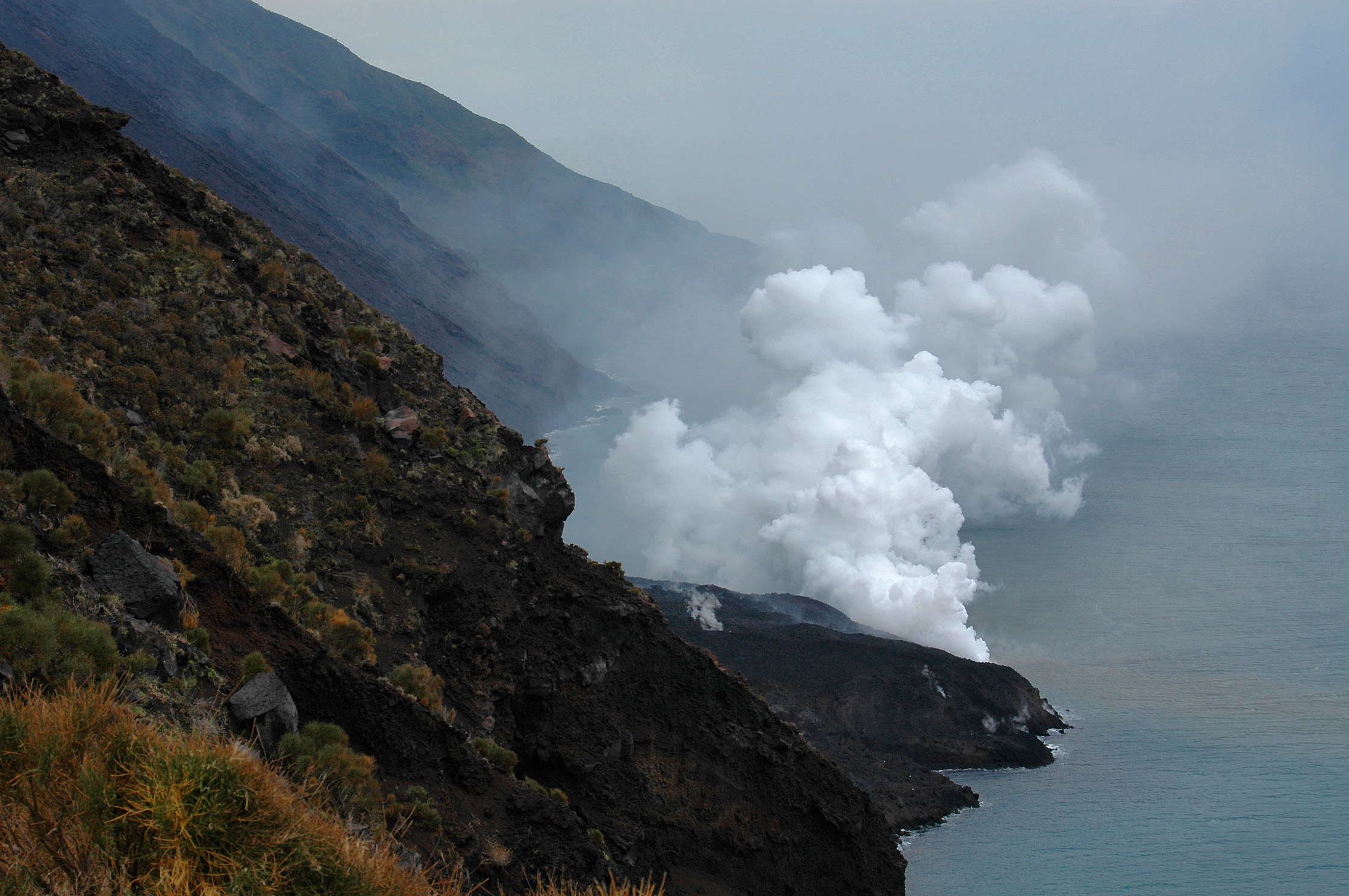
Stromboli, Lavadelta am 10. März 2007

Der Lavastrom auf der Sciara endete am 22. Juli 2003. Die strombolische Aktivität am Nordostkrater förderte weiterhin des Öfteren Lavafetzen, während am Südwestkrater nur Aschenaustritte beobachtet wurden.
Fast vier Jahre später, am 27. Februar 2007, floss erneut Lava die Sciara del Fuoco herunter bis ins Meer und bildete ein beachtliches Lavadelta im Küstenbereich. Die Behörden warnten vor möglichen Flutwellen und Erdrutschen, die wie schon 2002 ausgelöst werden könnten, und empfahlen den Bewohnern von Stromboli und der Nachbarinseln, sich nicht tiefer als auf 10 Metern Seehöhe aufzuhalten. Am 15. März 2007 ereignete sich um 20:37 UTC eine gewaltige paroxysmale Eruption der Gipfelkrater. Am 30. März 2007 waren drei Arme eines Lavastroms zu sehen, der aus einer Ausbruchsöffnung in 420 Metern Seehöhe stammte. Am 2. April 2007 stoppte der Lavafluss.
Im Sommer 2014 ergoss sich erneut mehrere Wochen lang Lava über die Sciara del Fuoco ins Meer, und es entstand eine „Lavasandbank“.

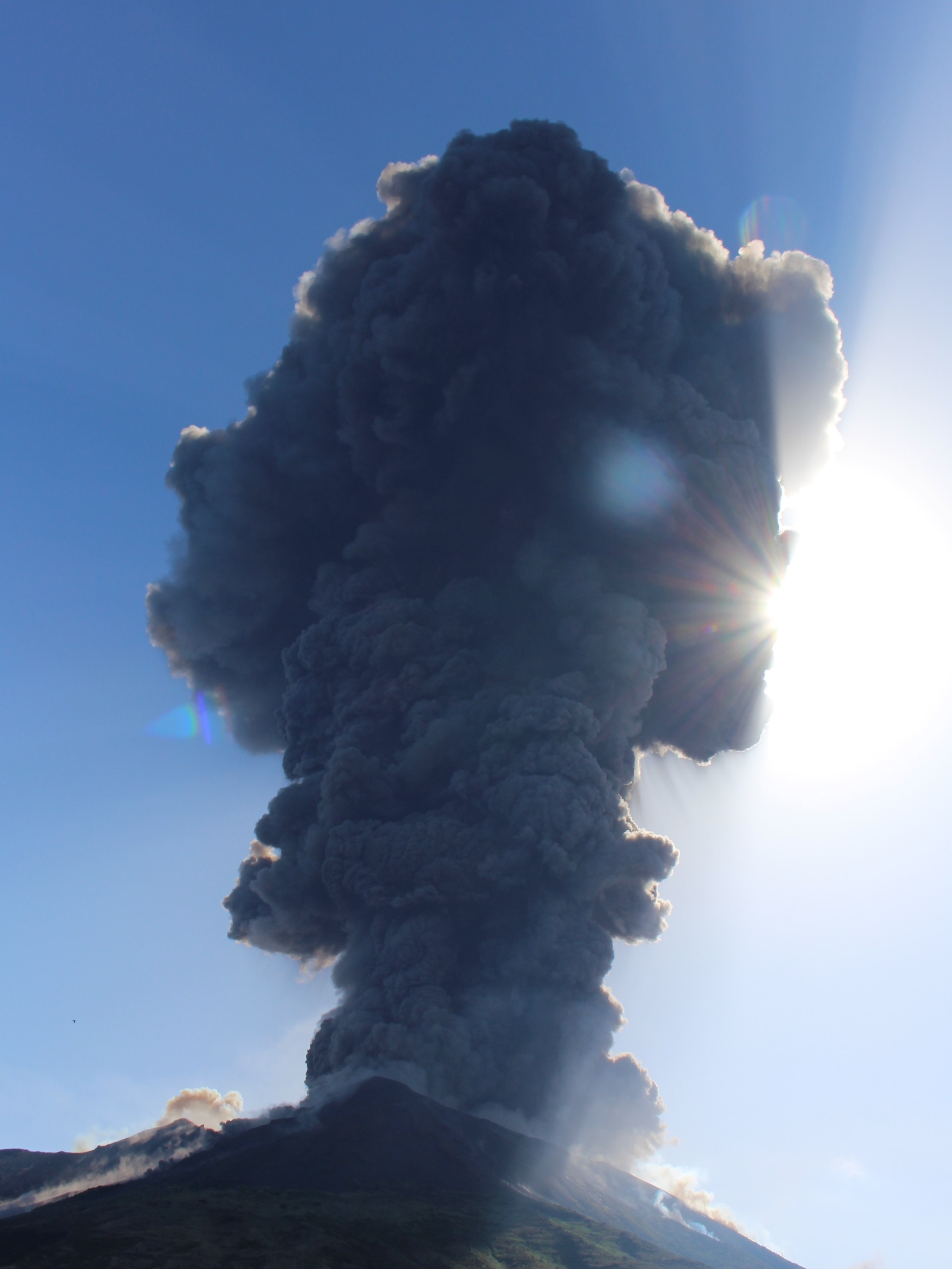
Stromboli – Ausbruch am 3. Juli 2019

Am 3. Juli 2019 kam es zu einer ungewöhnlich starken Eruption mit Ausbildung einer mehrere Kilometer hohen Asche- und Rauchwolke. Der Ausbruch forderte dabei ein Menschenleben, mehrere Personen wurden durch herabstürzende Gesteinsbrocken leicht verletzt. Auf eigenen Wunsch wurden etwa 70 Touristen aus Ginostra vorsorglich evakuiert. Infolge des Ausbruches ergossen sich zwei pyroklastische Ströme von der Sciara del Fuoco ins Meer. Herabfallende Lapilli verursachten mehrere kleinere Brände, die mit Löschflugzeugen bekämpft wurden. Laut dem Nationalen Institut für Geophysik und Vulkanologie in Rom war es die schwerste Eruption des Stromboli seit 1985.

## Besiedelungs- und Wirtschaftsgeschichte
Von den offiziellen Führern wird angegeben, dass die Insel bereits seit mindestens 7000 Jahren durchgehend besiedelt sei; Belege für diesen frühen Zeitpunkt gibt es jedoch nicht. Auf Nachbarinseln, insbesondere auf Lipari, wurde in der Jungsteinzeit der damals wertvolle Obsidian gewonnen, der auf Stromboli allerdings nicht vorkommt. Die ältesten Spuren menschlicher Besiedlung stammen aus der frühen Kupferzeit (ab ca. Mitte des 4. Jahrtausends v. Chr.). Bei San Vincenzo, im Nordosten der Insel, sind Reste einer Siedlung aus der frühen Bronzezeit entdeckt worden, die der Capo-Graziano-Kultur zugerechnet wird. Stromboli war in der Antike den Griechen bekannt. In der Neuzeit bis 1930 leistete der Weinanbau den Hauptertrag, der aber infolge Reblausbefalls und des damaligen Vulkanausbruchs aufgegeben wurde, so dass die Einwohnerzahl erheblich zurückging. Infolge der Rossellinischen Verfilmung kam Tourismus auf, der heute praktisch die einzige Wirtschaftsquelle der Insel darstellt.

## Tourismus

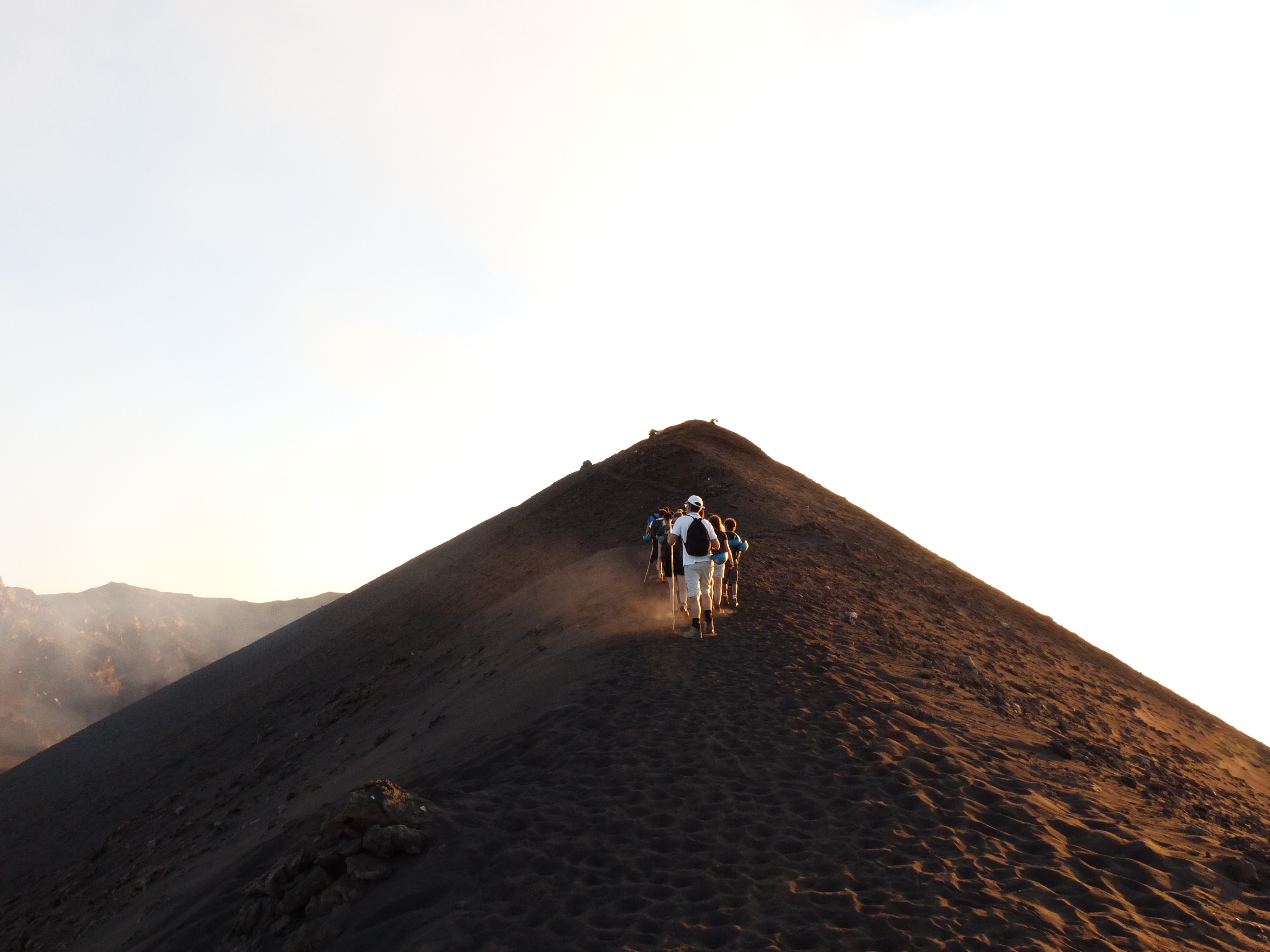
Wanderung auf dem Pizzo sopra la Fossa auf Stromboli

Bei freigegebener Gipfelregion darf man den Vulkankegel in Begleitung eines ortskundigen Bergführers komplett besteigen; er stattet Besuchergruppen mit Schutzhelmen aus. Die Besteigung im Alleingang ist schon seit Jahren ab einer Höhe von 400 Meter offiziell verboten. Verstöße werden kontrolliert und es werden empfindliche Geldbußen ausgesprochen. Der Aufstieg erfolgt von der Ortschaft Stromboli, seltener von Ginostra aus. Da die Eruptionen am besten nachts zu sehen sind, beginnt der Aufstieg meist am späten Nachmittag und Aufenthalt am Gipfel sowie Abstieg finden im Dunkeln statt.
Nach den Stromboli-Ausbrüchen 2002/2003 wurde das Projekt, die alten Wirtschaftswege als Wanderwege wieder freizulegen, in Angriff genommen. Bislang ist jedoch nur ein einziger Rundweg realisiert worden. Im ersten Abschnitt ist er identisch mit dem Weg, den die Bergführer mit ihren Gruppen in Richtung Gipfelkrater beschreiten. Er quert in Richtung Sciara del Fuoco und auf der alten Aufstiegsroute kann oberhalb der Punta Labronzo auch ohne vorgeschriebenen Führer bis in die aussichtsreiche Höhe von 400 Meter aufgestiegen werden.

## Rezeption
Der Hauptgürtelasteroid (26761) Stromboli wurde nach dem Vulkan benannt.

### Stromboli in Literatur und Film
Literatur

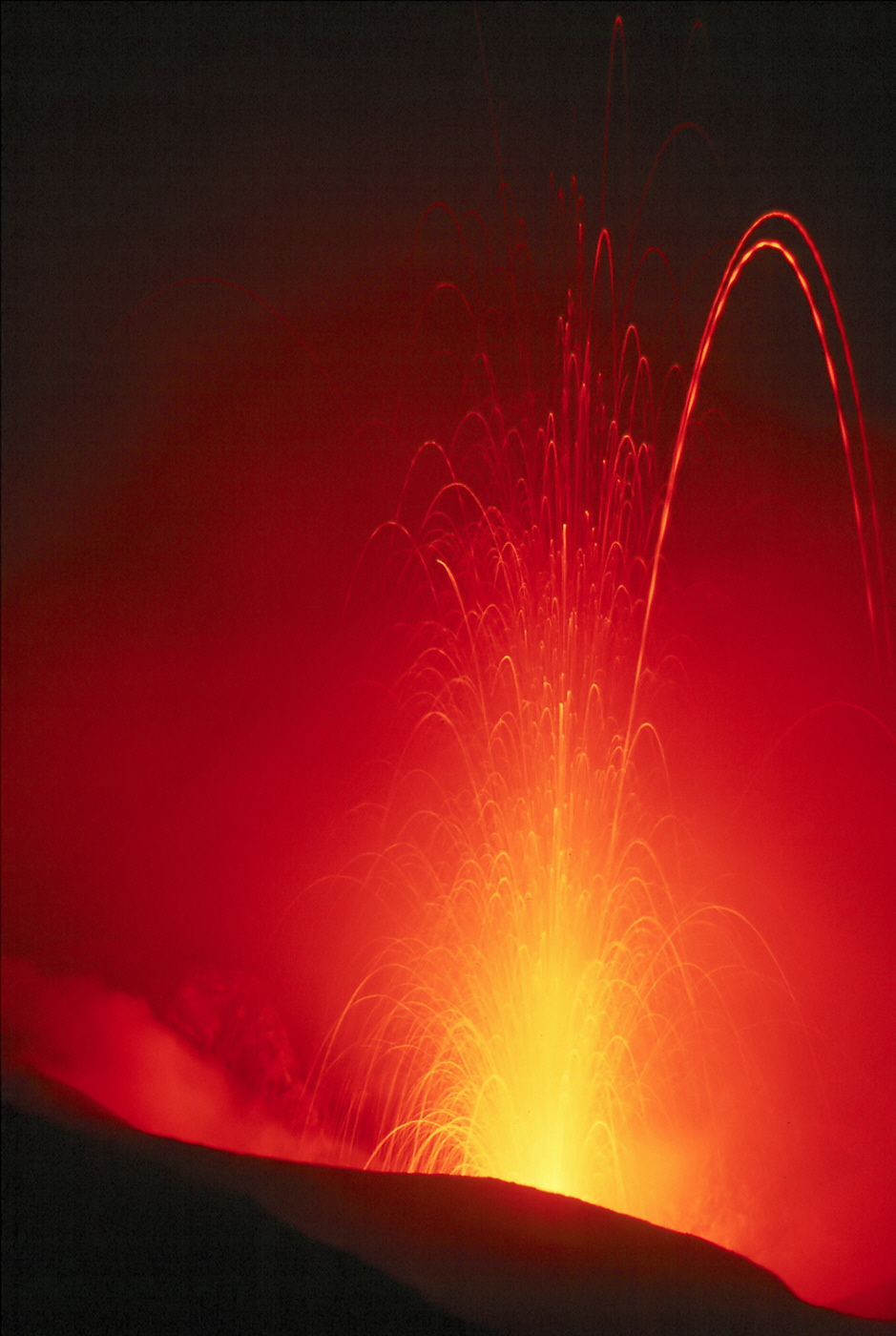
Eine etwa 100 Meter hohe Eruption des Stromboli

- Jules Verne: Die Reise zum Mittelpunkt der Erde. 1864. Am Ende ihrer Reise zum Mittelpunkt der Erde werden die Protagonisten durch den Krater des Stromboli wieder zurück auf die Erdoberfläche katapultiert.
- Mark Twain: The Innocents Abroad (Die Arglosen im Ausland).  Reisetagebuch. 1869.
- Douglas Preston, Lincoln Child: Maniac – Fluch der Vergangenheit. Roman. 2007.

Film
- Roberto Rossellini: Stromboli, 1949.
- Nanni Moretti: Liebes Tagebuch … (Caro Diario), 1993.

Hörspiel
- Alfred Andersch: Die Feuerinsel oder die Heimkehr des Kapitäns Tizzoni. NWDR, 1953.